# ویلیامزدیل، قلمرو پایتختی استرالیا
ویلیامزدیل (به انگلیسی: Williamsdale) یک روستا در استرالیا است که در قلمرو پایتختی استرالیا واقع شده‌است.